# ル・ピュイ＝アン＝ヴレ
ル・ピュイ＝アン＝ヴレ （Le Puy-en-Velay）は、フランス、オーヴェルニュ＝ローヌ＝アルプ地域圏、オート＝ロワール県のコミューン。県庁所在地および、ヴレ地方の中心地である。かつては短くル・ピュイとだけ呼ばれていた。

## 由来
地名はピュイ（火山性の山を指すオーヴェルニュでの地理用語）からきているが、これは古いラテン語のpodium（高い山）から派生した名称である。
左の写真にある2つの教会が乗る岩は火山の名残り、奥の小山も現在活動していない小火山である。
1988年3月10日のデクレにより、同年3月18日より正式名称がル・ピュイからル・ピュイ＝アン＝ヴレとなった。オック語ではLo Puèi de Velaiとつづられる（現地で話されるオーヴェルニャ語は、オック語の方言である）。

## 歴史

### 先史時代
青銅器時代の間、地中海地方に鉱物が供給される唯一の道は、ローヌ川渓谷を通る錫の道であった。アルモリカやコーンウォールで産出される錫はロワール川河口に輸送された。そこからローヌ川をさかのぼり到達したのである。紀元前1世紀、シケリアのディオドロスによって、この錫の航行はローヌ川河口に達するまで約30日かかったと記録されている。別の行き方として、ル・ピュイからルー峠へ向かう道を通り、ロアンヌを通過していたようである。錫の道が安全であったわけではない。銅器時代の終わりにつくられたロエクスの墳墓がそのことを証明している。クロット地区に位置する墳墓には30人分の遺体が埋葬され、その全てが負傷または重傷を負っていた。錫の輸送に関して地元民との戦争があったことを意味しているのだろう。

### 古代
ガリア系のウェラウィ族が占有していた土地をローマ人が征服し、彼らは移住してアニシウム（Anicium）と呼んだ。ローマ時代、現在大聖堂のある場所は信仰の中心であった。その場所は元々ガリア人が同じく信仰の場所としていた。大聖堂の扉背面には、ラテン語の碑文ADIDONI ET AUGUSTO | SEXTUS MUSICUS TALONIUS D. S. P. P.（アディドンとアウグストスへ。この記念碑は音楽家セクストゥス・タロニウスの犠牲によるもの）が刻まれている。ローマ時代の遺構の多くが、鐘楼を建てるために使用されてきた。2005年、コスト・デフェルヌ住宅団地を建設中に、ガロ＝ローマ時代、紀元1世紀後半のヴィラの遺構が発掘された。このヴィラは3世紀から4世紀まで使われていた。
キリスト教徒への迫害の時代、信者への憎悪によってブリウドのユリウス、聖フェレオル、聖イルピズ、聖マルセルが殺害された。ローマ帝国がキリスト教信仰を受け入れた後も、聖シャフルが死刑にされている。聖シャフルはル・モナスティエ＝シュル＝ガゼイユの修道院創設者である。
5世紀の異民族侵攻時代、ルエシウム（現在のサン・ポーリアン）も被害は逃れられなかった。一部の人々は、365年頃、ヴォジー司教区を守ることをあきらめ、ル・ピュイの土地に移住し新たに司教区をつくることにした。ル・ピュイの土地は外からの侵攻に防御するのがたやすく、適していたのである。
5世紀終わりのオーヴェルニュは波乱の時代であった。クレルモン司教シドニウス・アポリナリス、そしてローマに忠実なガロ＝ローマ人たちの反対にもかかわらず、475年に皇帝ユリウス・ネポスは、ヴレも含まれる属州の管理を西ゴート族に委ねた。ガロ＝ローマ人の伯であるウィクトリウスは、エウリック王からアルヴェンヌ公位を授けられた。507年のヴイエの戦い後、クロヴィスがアクイタニア全土を征服した。

### 中世

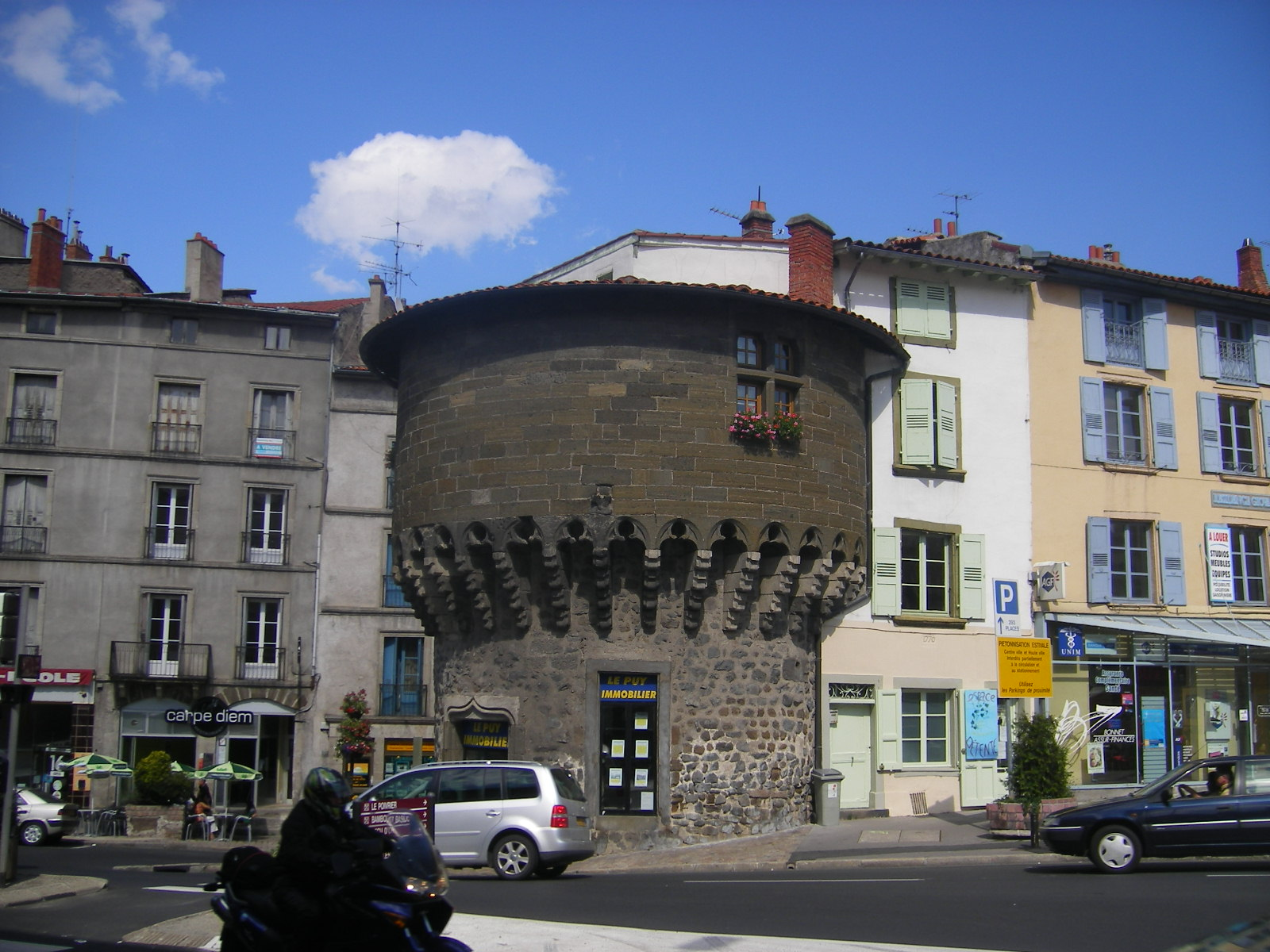
パヌサックの塔

9世紀、聖母マリア崇敬が町で重要視され、町の名はアニシウムからル・ピュイ・ド・ノートルダムとなった。924年、アキテーヌ公ならびにオーヴェルニュ伯であったギヨーム2世が西フランク王ラウールの宗主権を認めると、ギヨーム2世同意の下、司教アダラールに対し、ノートルダム・デュ・ピュイ教会に隣接する町とその中に含まれていたオーヴェルニュ伯のドメーヌ全てが与えられた。市場を開く権利、通貨の法律などが与えられ、司教はル・ピュイ・ド・ノートルダムの領主となった。
955年、司教ゴドスカルクはランへ向かい、924年にラウール王によって行われた寄進をロテールに追認させた。961年、司教ゴドスカルクはサン・ミシェル・デギュイユ礼拝堂を聖別した。10世紀から、ヴレは司教伯の領地となった。町はヴレ地方の中心かつ、司教座の中心であった。この頃既に、スペインから一部のイスラム教徒がやってくるほど、『熱病の石』（Pierre aux fièvres）による癒しは有名になっていた。ルイ聖王が黒い聖母を町に与えたことからさらに知られるようになった。ル・ピュイには何千人もの巡礼者たちが訪れるようになり、大きな繁栄を経験した。このル・ピュイ巡礼は、中世を通じてフランスで最も有名な巡礼の一つであった。なぜならば、ヨーロッパ有数の巡礼地サンティアゴ・デ・コンポステーラへとつながる主要な巡礼路4つのうち1つの出発点であったからである。また、ここのノートルダム大聖堂は第1回十字軍出発地の一つにもなっている。司教ゴドスカルクは951年に初めてサンティアゴ・デ・コンポステーラ巡礼を行っている。
1095年、ローマ教皇ウルバヌス2世は、第1回十字軍使節としてル・ピュイ司教アデマール・ド・モンテイルを指名している。1148年、ルイ7世は宮廷を引き連れてル・ピュイを行幸し、この地で聖母の被昇天日を祝った。
1142年、トリポリ伯レーモン2世はル・ピュイ司教に対し、自身がヴェラヴ地方に所有する全財産を寄進している。これがヴレ伯領に関する最古の記録である。ヴレはオーヴェルニュの一部であった。この文書はオーヴェルニュおよびヴレ伯ロベール3世に送られた。
封建時代には、ヴレはギュイエンヌ公のアパナージュとして与えられた。1162年、ギュイエンヌ公とル・ピュイ司教との間にいさかいが起こった。侮辱された司教はフランス王ルイ7世のもとにこの問題を持ち込んだ。王は高位聖職者に肩入れしており、ギヨーム2世からヴレ伯領をとりあげ司教に与えた。しかしその後、1307年にヴレは王領に統合され、フィリップ端麗王は支配権を教皇と共有することになった。これは、地方で最も輝かしい一族であるポリニャック家の地位を築き上げることになった。巡礼者や、成功したビジネスの展望にひきつけられた商人の富がもたらされたのである。
1220年から1240年の間に町を取り巻く壁が建設され、18世紀までそれが町の境界となっていた。パヌサックの塔は町を取り巻いた壁の一部である。中世のル・ピュイは宗教都市というよりむしろ、権威ある文学の町であった。サン・マヨルのアカデミーは、オクシタニア全域からの学生を受け入れていた。町はまた、オック語の詩作で有名であった。
ヴレ地方は、1377年に創設されたラングドックの王国政府（本拠地はモンペリエ）に依存した。そして1789年までル・ピュイは他から独立した代官区であった。ル・ピュイは、パリとサン＝ジルをつなぐレゴルダーヌ街道から近かった。

### 近世

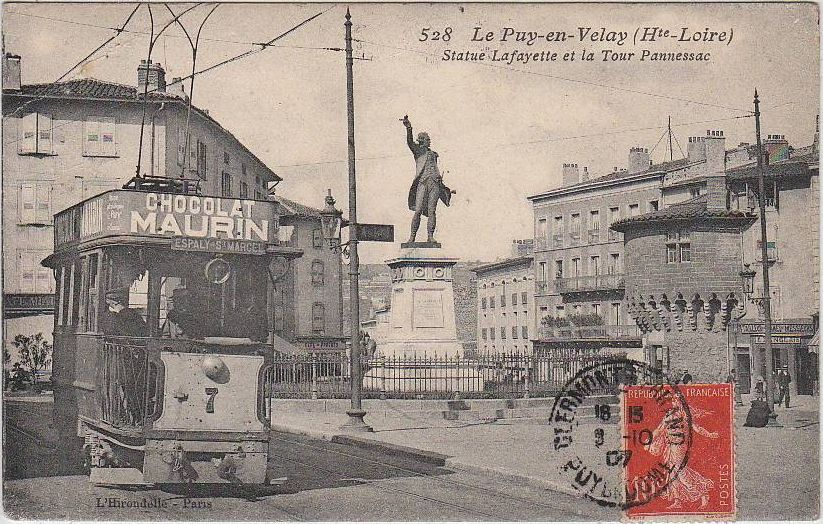
1907年頃のトラム

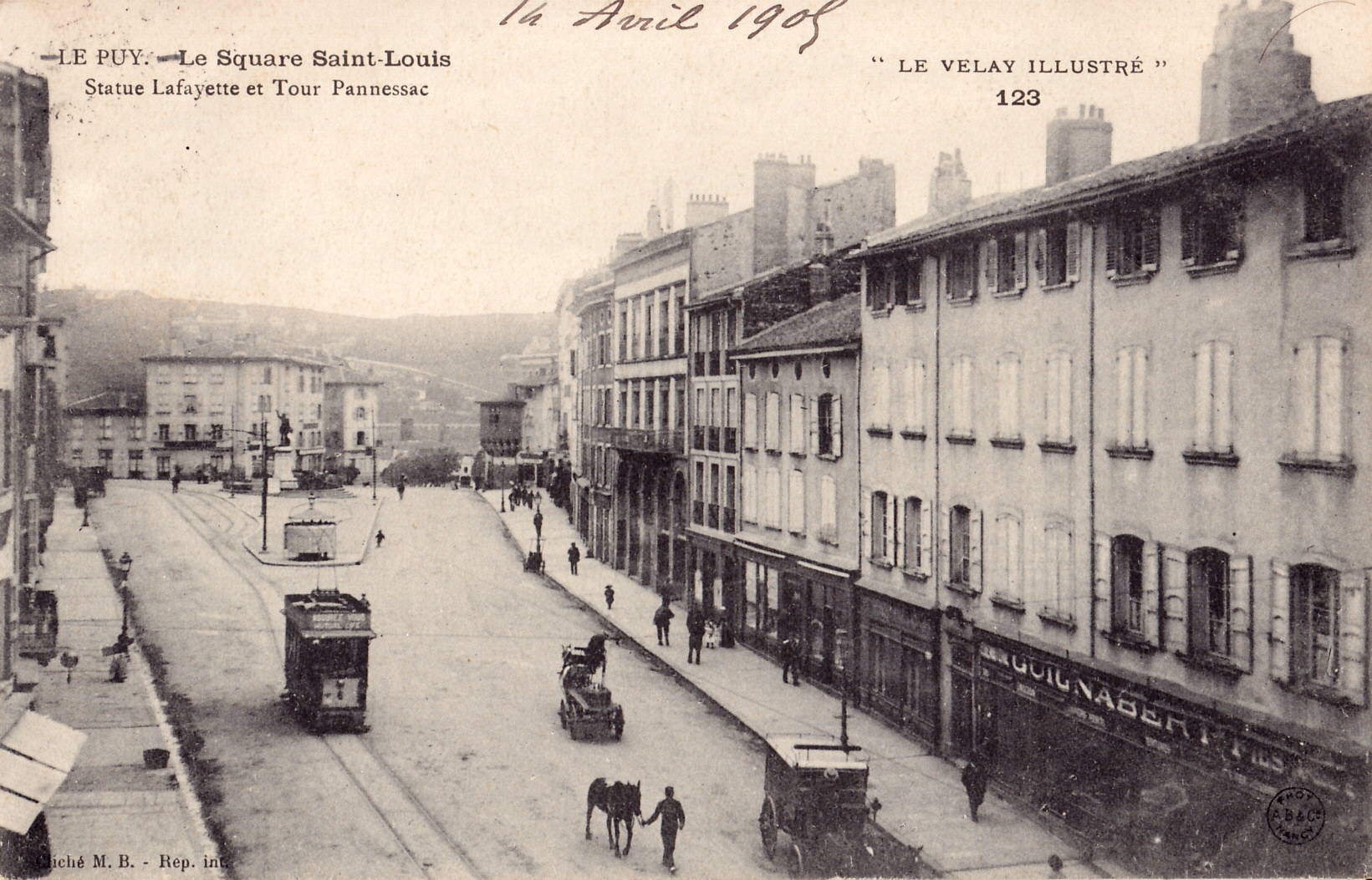
1905年頃のサン・ルイ広場

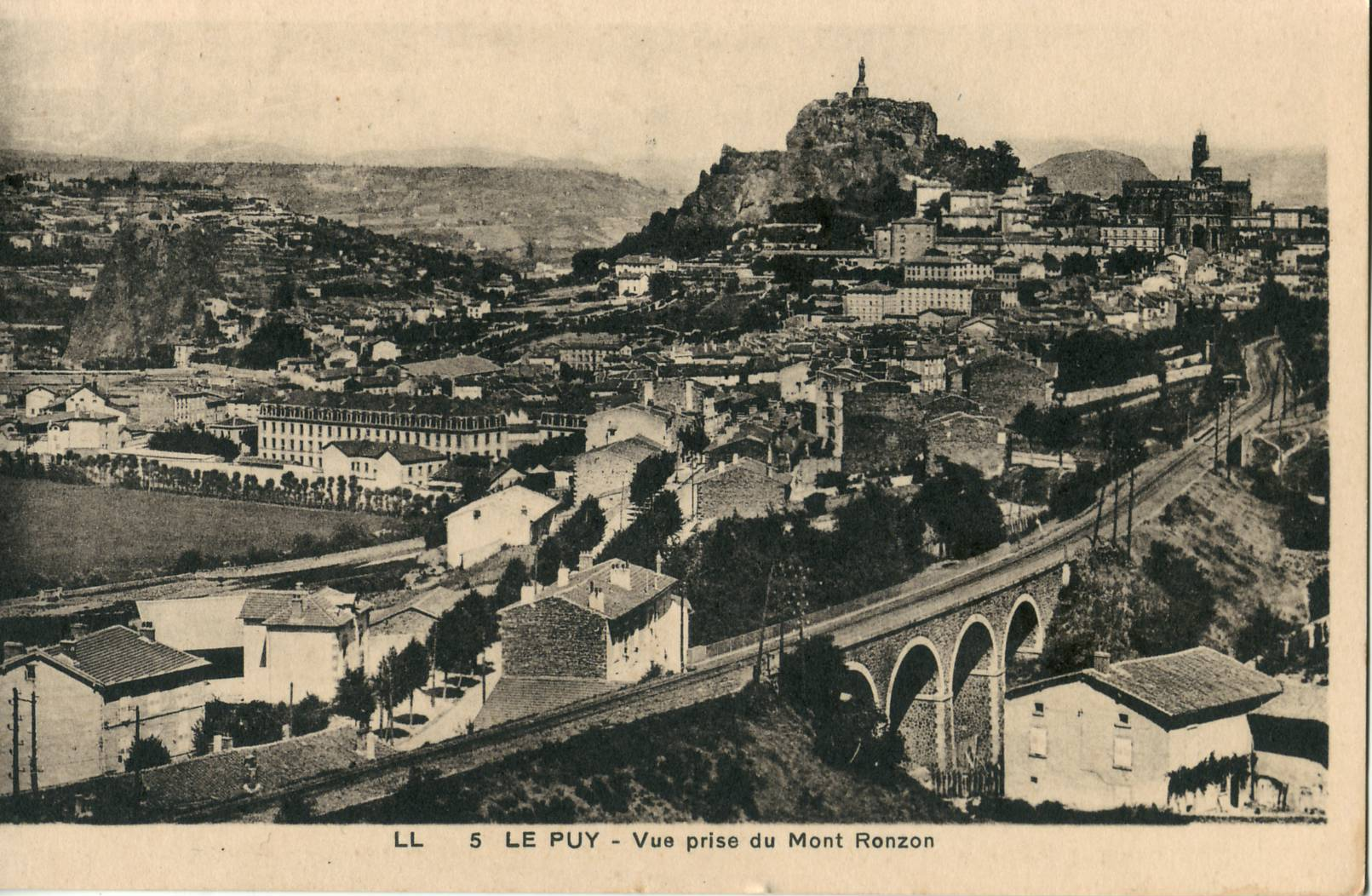
20世紀初頭の市街

巡礼とともに、ル・ピュイの繁栄を担ったのはレース生産であった。ル・ピュイのレースについて記述した最古の記録は1408年である。1640年、残念なことに、トゥールーズ高等法院は、貴族やブルジョワたちからの召使が雇えないという抗議を受け付けた。この時代、地域で7万人もの女性たちがレース生産に従事しており、レースのついた衣服の着用が禁じられると、レース産業は荒廃し失業者があふれた。イエズス会の神父フランソワ・レジスはこの状況を変え、高等法院の決定を無効にさせた。
ル・ピュイはセヴェンヌ山脈のユグノーから攻撃され町に被害を与えられても常に抵抗した。司教セネクテール師は、聖母の敵をかわすため鎧を身につけ、剣を抜いた。また、アンリ4世がカトリックに改宗していたにもかかわらず、数ヶ月にわたって彼をフランス王として認めなかった。
1886年、ル・ピュイ＝アン＝ヴレ駅が開業した。1896年には市街を循環するトラム路線が開業し、第一次世界大戦まで運行された。

### 現代
第一次世界大戦中、ル・ピュイ都市圏には刑務所が2箇所あった。1つはロッシュ・アルノー孤児院（現在は閉鎖）で、ドイツ軍将校が収容されていた。もう1つは、ブリーヴ＝シャランサックにあったかつてのシャルトルーズ会修道院で、600人の民間人捕虜（ドイツ人、オーストリア＝ハンガリー人、アルザス人、ロレーヌ人）を収容していた。こうした民間人捕虜は大半が旅行者で、1914年8月よりフランスが戦時体制をとったため、敵国人とみなされ捕虜となった。
第二次世界大戦中、占領されていたル・ピュイが解放されたのは、1944年8月、フランス軍第1機甲師団（en）によってである。

## 地理
ル・ピュイはオーヴェルニュ地域圏南東部、県の中心部に位置する。ヴァランスとは110キロメートル、サンテティエンヌとは75キロメートルの距離である。
オーヴェルニュの一員であるにもかかわらず、ル・ピュイはローヌ＝アルプ地域圏の続きのように、特にサンテティエンヌやクレルモン＝フェランから見られている。町はフォレズ地方とは国道88号線と、地域圏首府とは国道102号線と接続されている。
町の南西と北東をドレゾン川が流れる。北部および西から東へボルヌ川が流れ、北東部にてボルヌ川はドレゾン川と合流する。
気候は半大陸性の山岳気候である。町がいくつかの大規模な山地に取り囲まれているためだが、冬は厳しく、特にはビュールという北風が吹き荒れる。1983年7月22日に最高気温37.5℃を記録し、1956年2月15日には最低気温－23.3℃を記録している。年間平均気温は8.9℃である。
| ル・ピュイ＝アン＝ヴレの気候                                                                 | ル・ピュイ＝アン＝ヴレの気候 | ル・ピュイ＝アン＝ヴレの気候 | ル・ピュイ＝アン＝ヴレの気候 | ル・ピュイ＝アン＝ヴレの気候 | ル・ピュイ＝アン＝ヴレの気候 | ル・ピュイ＝アン＝ヴレの気候 | ル・ピュイ＝アン＝ヴレの気候 | ル・ピュイ＝アン＝ヴレの気候 | ル・ピュイ＝アン＝ヴレの気候 | ル・ピュイ＝アン＝ヴレの気候 | ル・ピュイ＝アン＝ヴレの気候 | ル・ピュイ＝アン＝ヴレの気候 | ル・ピュイ＝アン＝ヴレの気候 |
| 月                                                                                           | 1月                          | 2月                          | 3月                          | 4月                          | 5月                          | 6月                          | 7月                          | 8月                          | 9月                          | 10月                         | 11月                         | 12月                         | 年                           |
| -------------------------------------------------------------------------------------------- | ---------------------------- | ---------------------------- | ---------------------------- | ---------------------------- | ---------------------------- | ---------------------------- | ---------------------------- | ---------------------------- | ---------------------------- | ---------------------------- | ---------------------------- | ---------------------------- | ---------------------------- |
| 平均最高気温 °C （°F）                                                                       | 5.1 (41.2)                   | 6.8 (44.2)                   | 9.8 (49.6)                   | 12 (54)                      | 16.8 (62.2)                  | 20.5 (68.9)                  | 24.2 (75.6)                  | 24.1 (75.4)                  | 20 (68)                      | 14.7 (58.5)                  | 8.7 (47.7)                   | 6 (43)                       | 14.1 (57.4)                  |
| 日平均気温 °C （°F）                                                                         | 1.3 (34.3)                   | 2.6 (36.7)                   | 4.9 (40.8)                   | 6.9 (44.4)                   | 11.1 (52)                    | 14.5 (58.1)                  | 17.5 (63.5)                  | 17.3 (63.1)                  | 13.9 (57)                    | 9.8 (49.6)                   | 4.6 (40.3)                   | 2.4 (36.3)                   | 8.9 (48)                     |
| 平均最低気温 °C （°F）                                                                       | −2.4 (27.7)                  | −1.6 (29.1)                  | 0 (32)                       | 1.7 (35.1)                   | 5.5 (41.9)                   | 8.5 (47.3)                   | 10.7 (51.3)                  | 10.5 (50.9)                  | 7.6 (45.7)                   | 4.9 (40.8)                   | 0.5 (32.9)                   | −1.3 (29.7)                  | 3.8 (38.8)                   |
| 降水量 cm （inch）                                                                           | 39.8 (15.67)                 | 34.1 (13.43)                 | 37.8 (14.88)                 | 61 (24)                      | 82.2 (32.36)                 | 62.8 (24.72)                 | 59.3 (23.35)                 | 69.8 (27.48)                 | 71.5 (28.15)                 | 71.7 (28.23)                 | 48.8 (19.21)                 | 43.9 (17.28)                 | 682.7 (268.78)               |
| 出典：Le climat à Le Puy (en °C et mm, moyennes mensuelles 1971/2000 et records depuis 1956) |                              |                              |                              |                              |                              |                              |                              |                              |                              |                              |                              |                              |                              |

## 人口統計
| 1962年 | 1968年 | 1975年 | 1982年 | 1990年 | 1999年 | 2006年 | 2012年 |
| ------ | ------ | ------ | ------ | ------ | ------ | ------ | ------ |
| 25 125 | 26 389 | 26 594 | 24 064 | 21 743 | 20 490 | 19 321 | 18 599 |

source=1999年までLdh/EHESS/Cassini、2004年以降INSEE

## 史跡
- ノートルダム・ド・アノンシアション大聖堂 - ロマネスク様式の重要な建物。1998年よりUNESCOの世界遺産フランスのサンティアゴ・デ・コンポステーラの巡礼路の1つに登録されている。

- ノートルダム・ド・フランス像 - コルネイユ岩の頂上にはノートルダム・ド・フランスの像がたつ。頂上からは、赤い屋根が葺かれた美しい住宅が並ぶ、市街の眺めが楽しめる。頂上の聖母像は、全長16m、重さは110トンで、表面は赤く塗られている。像は1860年に建てられた。クリミア戦争中の1855年、セヴァストーポリ攻撃に使用された213の大砲から鋳造され、ナポレオン3世が像を寄付した。2012年後半に修復がなされ、1986年以前の赤銅色を取り戻した[18]。

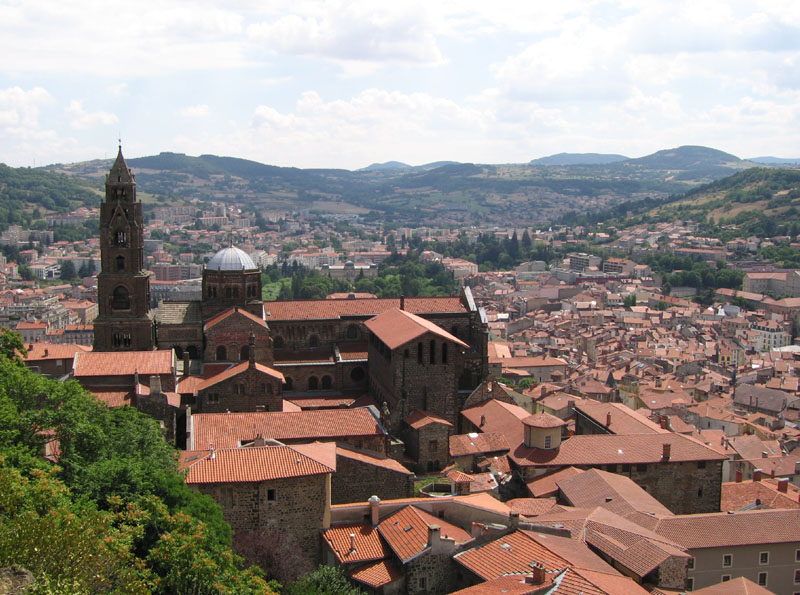
大聖堂
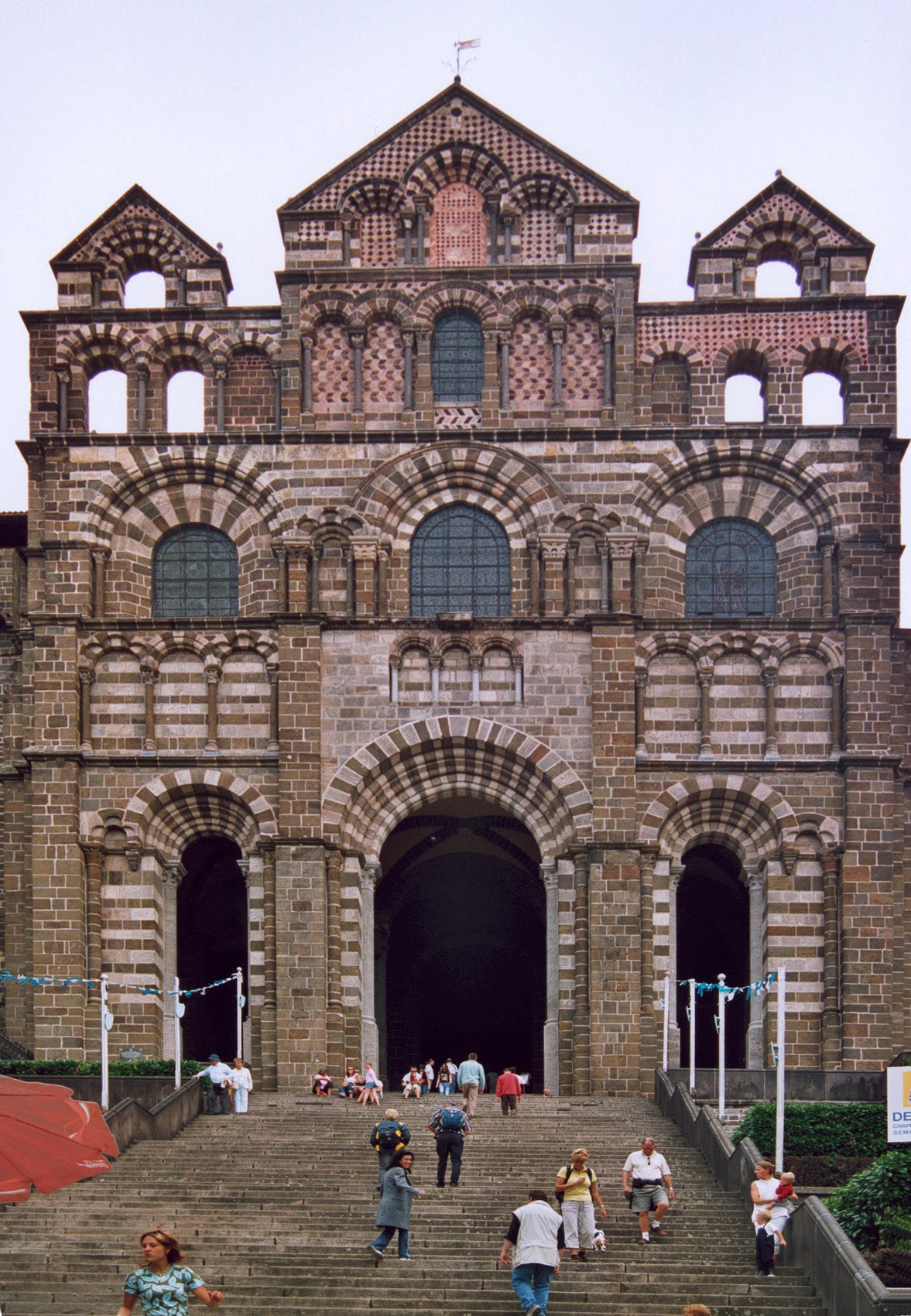
ファサード
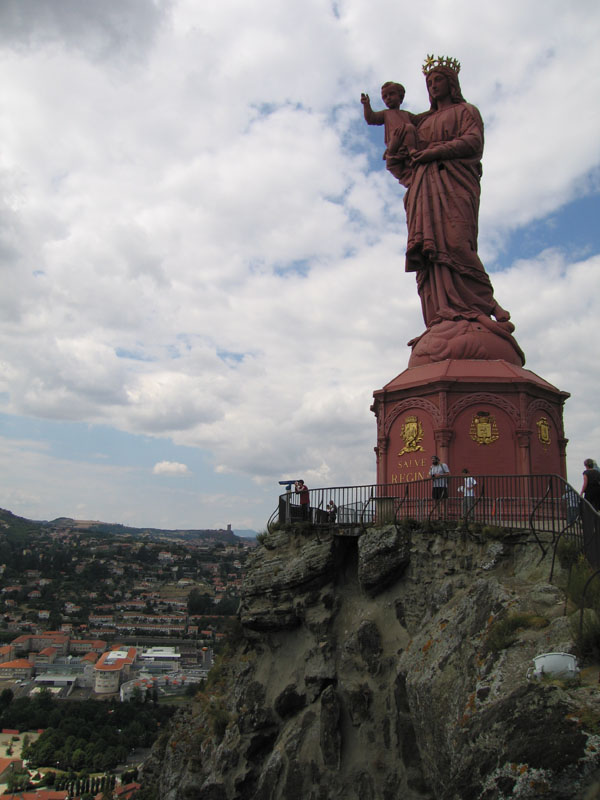
ノートルダム・ド・フランス
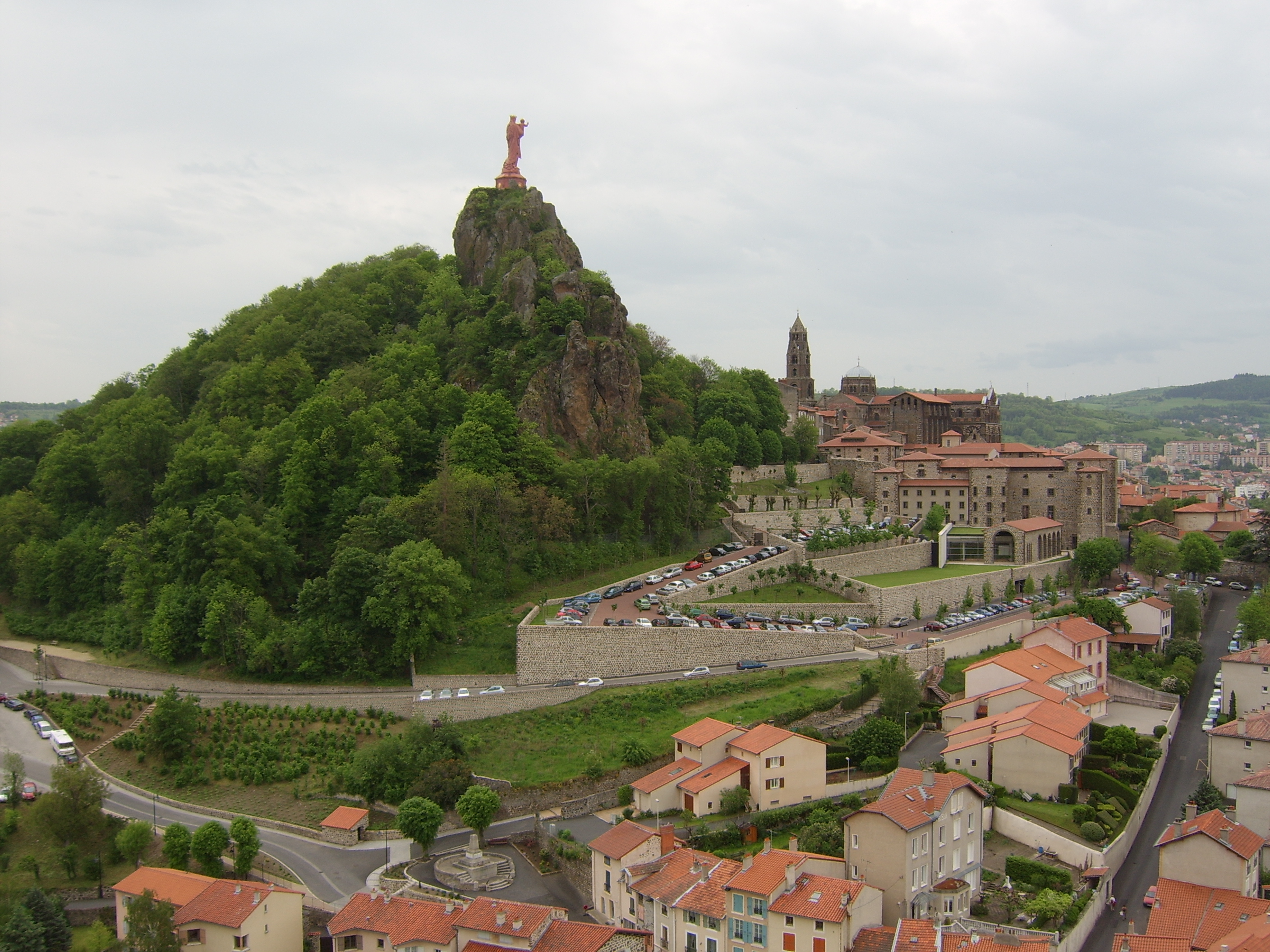
コルネイユ丘
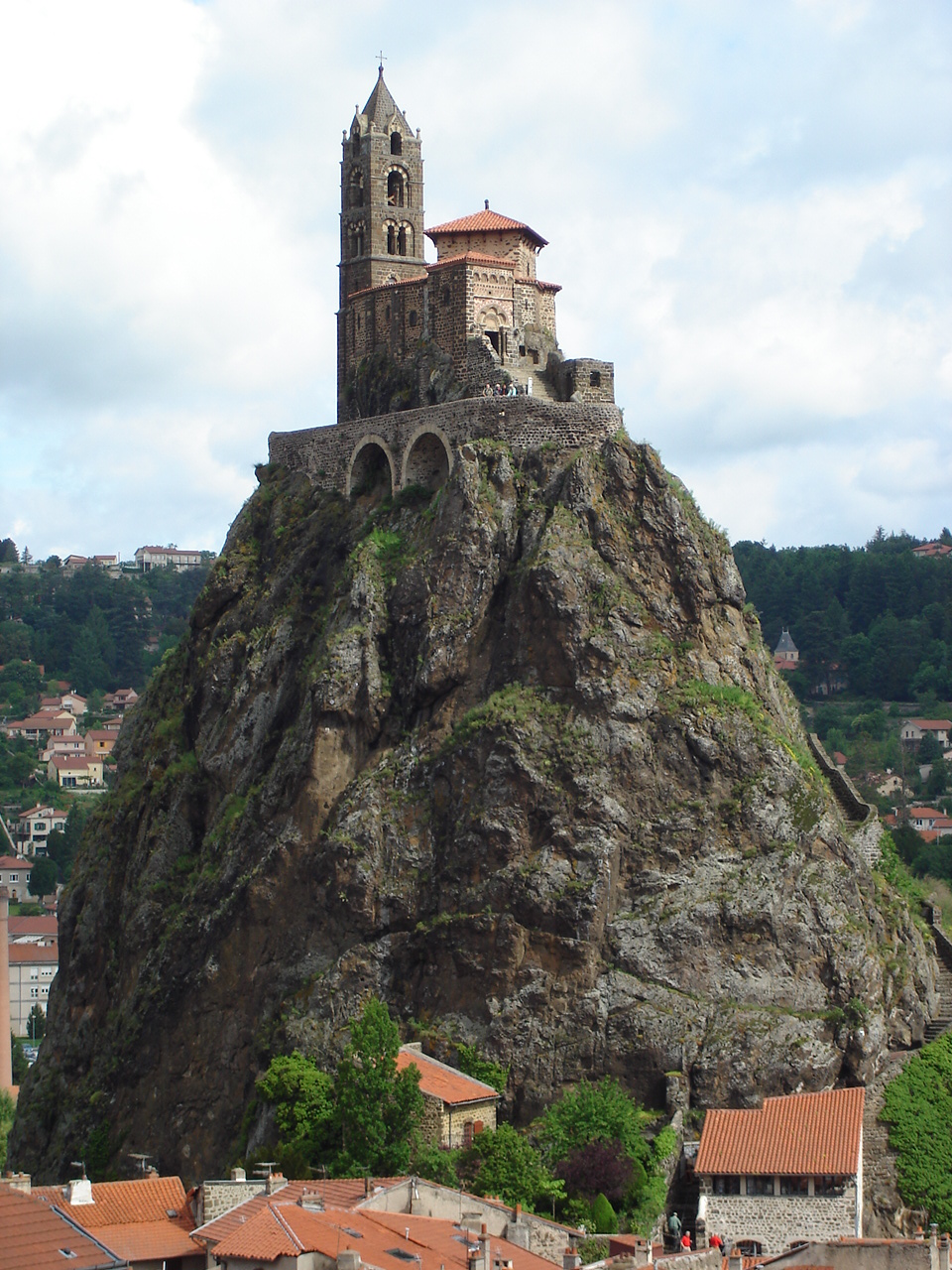
サン・ミシェル・デギュイユ礼拝堂

### 広場と泉

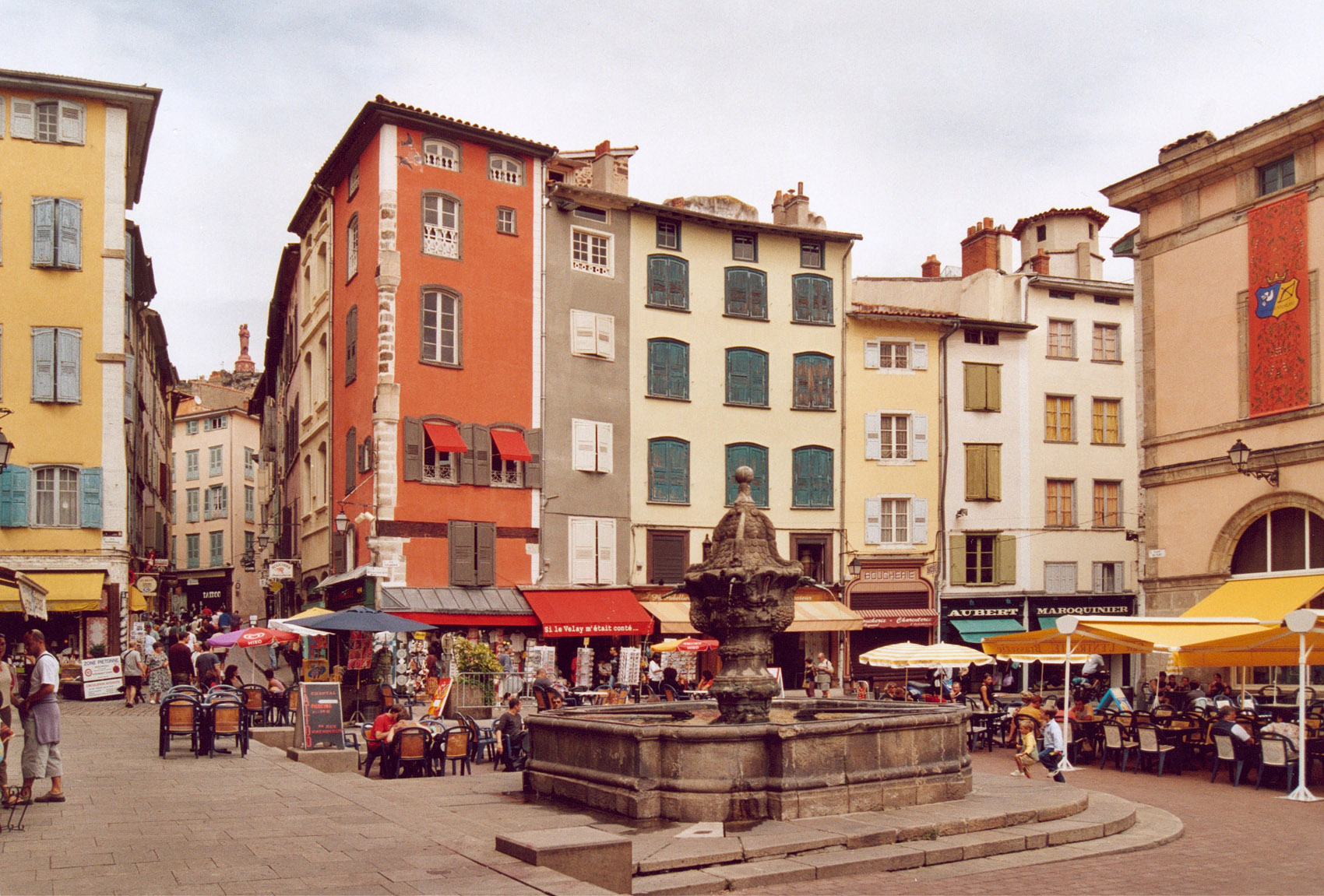
プロ広場
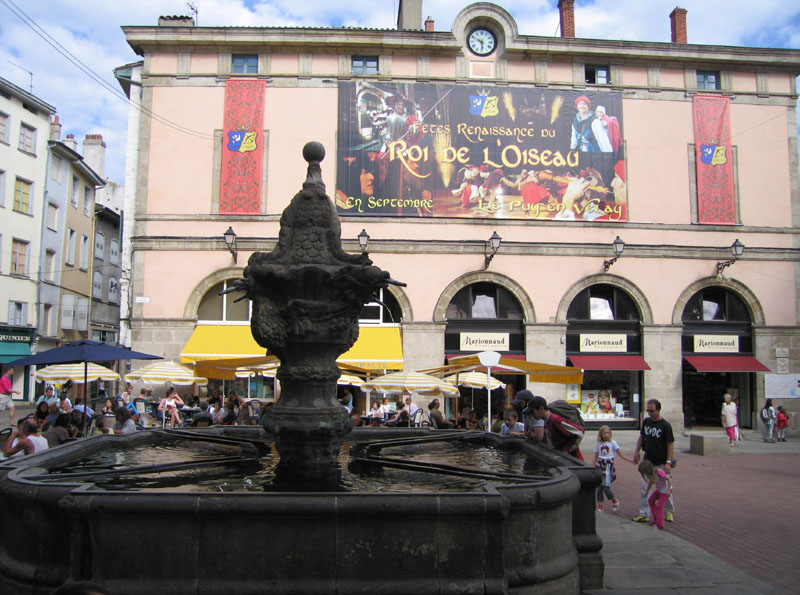
プロ広場の泉
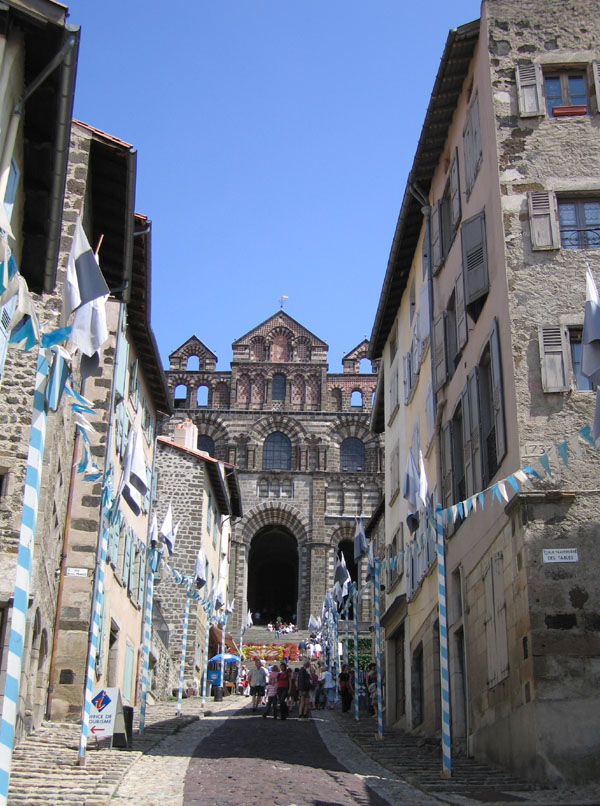
ターブル通り
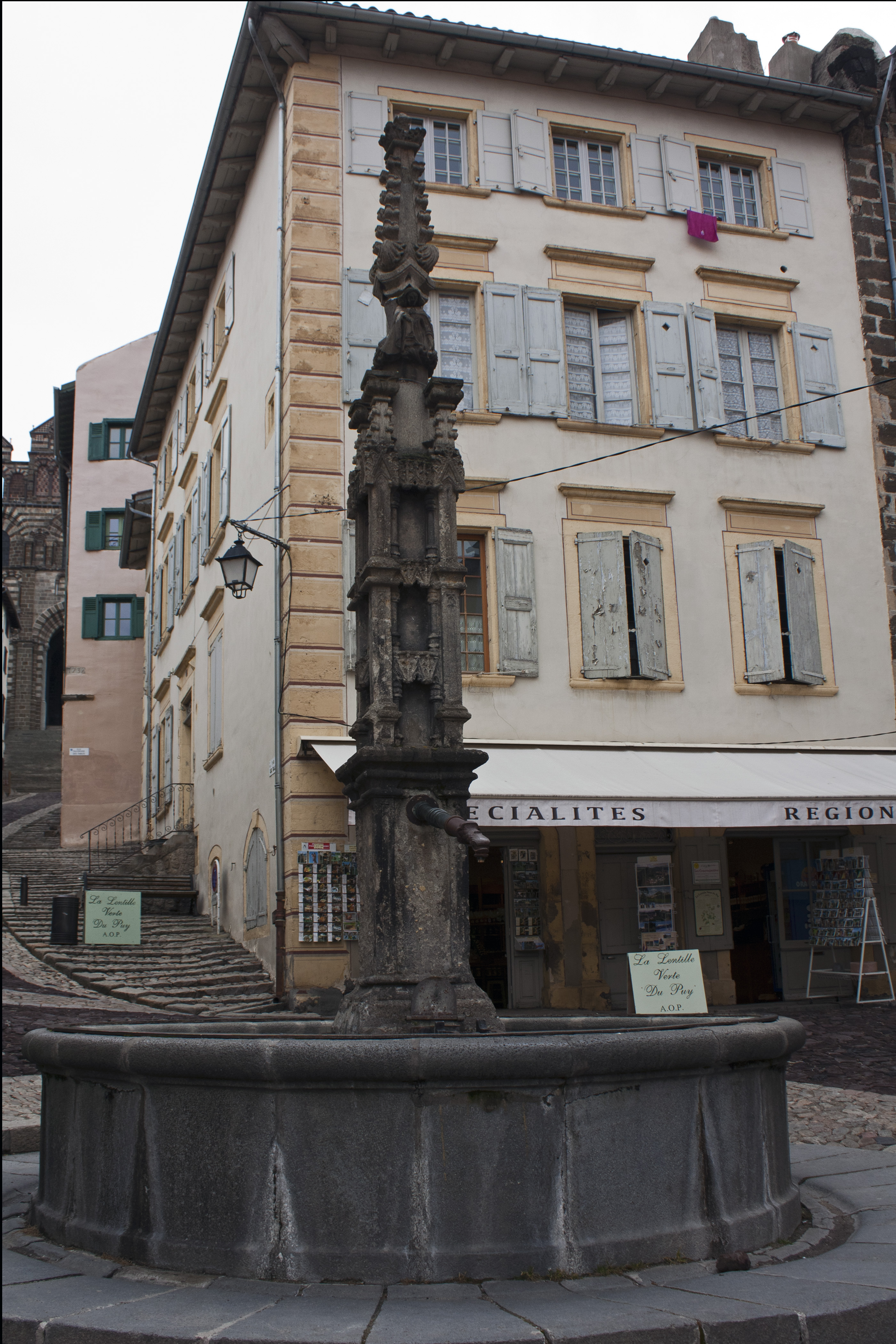
ターブルの泉
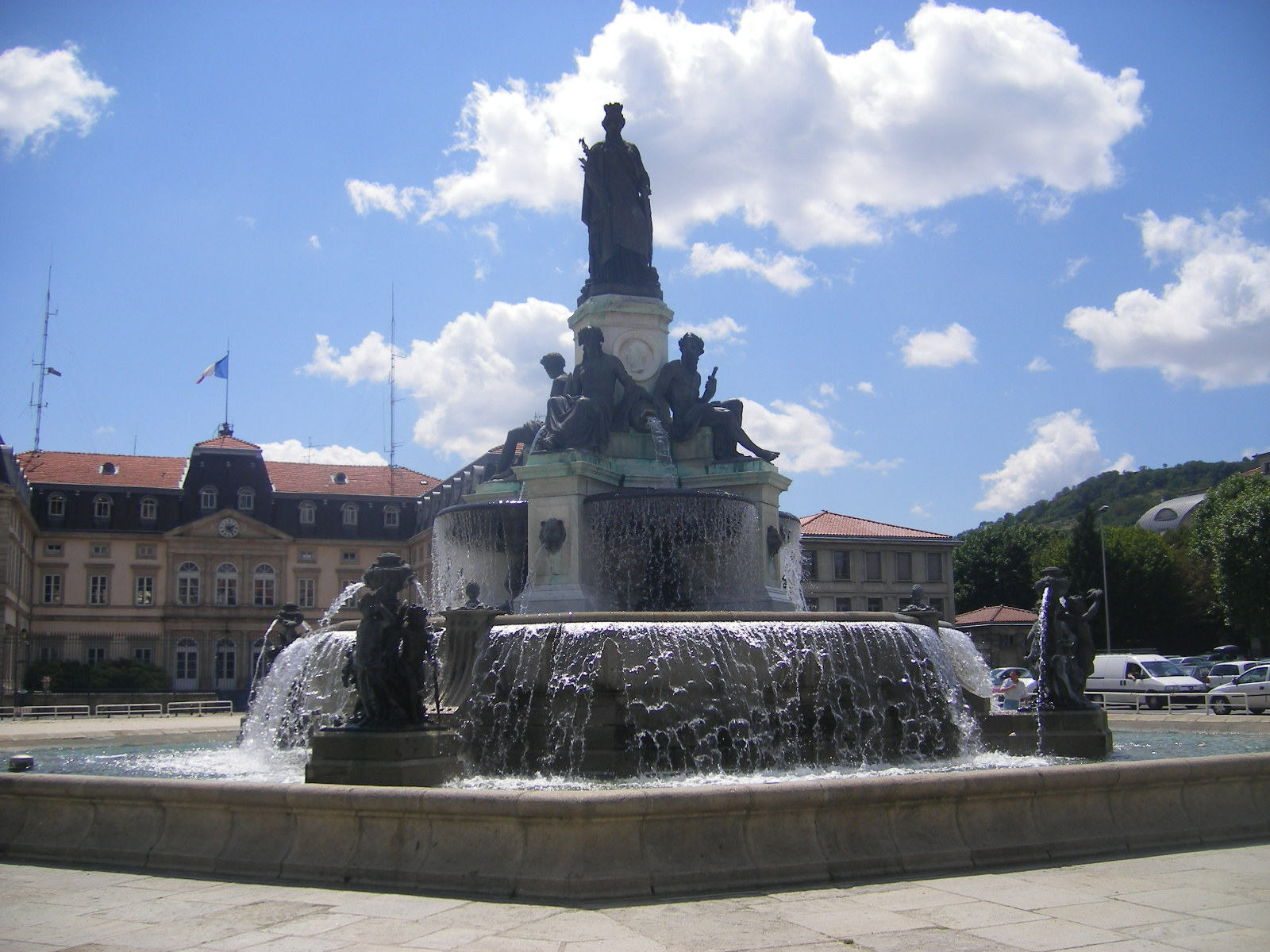
クロザティエの泉

## サンティアゴ巡礼

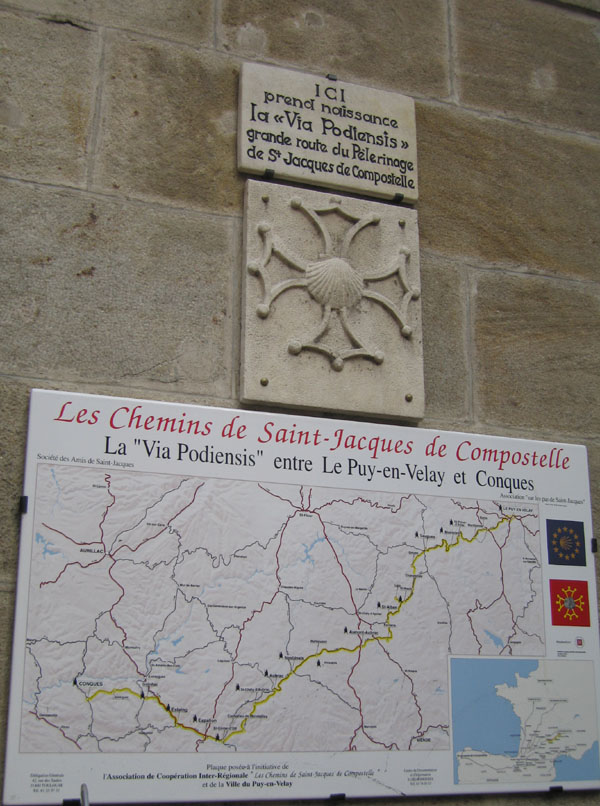
ポディエンシス街道

ル・ピュイは、現代のサンティアゴ・デ・コンポステーラの巡礼路の1つ、ポディエンシス街道の出発点である。ル・ピュイを発って次の交差地点は、ヴァル＝プレ＝ル＝ピュイのサン・クリストフ教会である。
カリクストゥス写本の巡礼案内記において、ル・ピュイについて、通過地点としてその名が与えられていることを除けば、何も言及されていない。通常言われているように、出発点であることは示されていない。エメリー・ピコー（fr、12世紀ポワトヴァンの聖職者）は『ブルゴーニュ人とドイツ人』においてこう話している。より一般的には、ヨーロッパの東側からやってきたサンティアゴを目指す巡礼者たちは、ポディエンシス街道の名を与えた偉大なる聖母マリアの聖地から巡礼の旅を始めるのだと。
最初の施療所は、大聖堂の反対側に建てられたオテル・デューで、1140年代からそこにあった。創設された当時の公文書は存在していない。しかしル・ピュイは重要な巡礼の中心地であるので、本来の目的は聖母を崇敬する巡礼者たちを受け入れることだった。サンティアゴ巡礼者のために創設されたことに言及する公文書はないが、扉は彼らのために開かれていた。多くの寄進が、オテル・デューの収入として役立てられた。その一方寄進者はフランス王国から外国に至るまで広がっていた。カタルーニャのリポイには寄進箱が保存されており、そこには『フランス、ル・ピュイの聖母』（Nostra Senyora del Puig de França）と記されているのである。証拠を集めた者によれば、20世紀初頭にまだ寄進箱は使われていた。
司教ベルトラン・ド・シャランコンは、サント・クレール教会にて巡礼者用のメダルを製造販売することを許可した。このホタテ貝の意匠は、オテル・デューで亡くなった人を埋葬したクローゼル墓地でも見られる。16世紀終わり、サンティアゴへの巡礼を意味し貝殻で装飾された、巡礼のメダルを作る原盤が見つかっている。サント・クレール教会は、16世紀に創設されたサン・ジャック兄弟会の本部があった。同時代に、ル・ピュイ住民のサンティアゴ巡礼への証言がある。『1591年9月16日、私はガリシアのサンティアゴ・デ・コンポステーラへ向かうためこの町を発ち、サンタンドレの日の前夜、この町へ戻ってきた。』
ル・ピュイにはサン・ジャック施療院もあった。1253年の遺言書にて初めて言及されている。残念なことに、どのように施療院が運営されていたか全くわかっていない。施療院は町の城壁外、サン・ジャック通りとサン・ジャック門のそばにあった。施療院の位置は、マルジュリド地方からル・ピュイに到達した者たちを収容するためであったことを示唆している。

## 文化

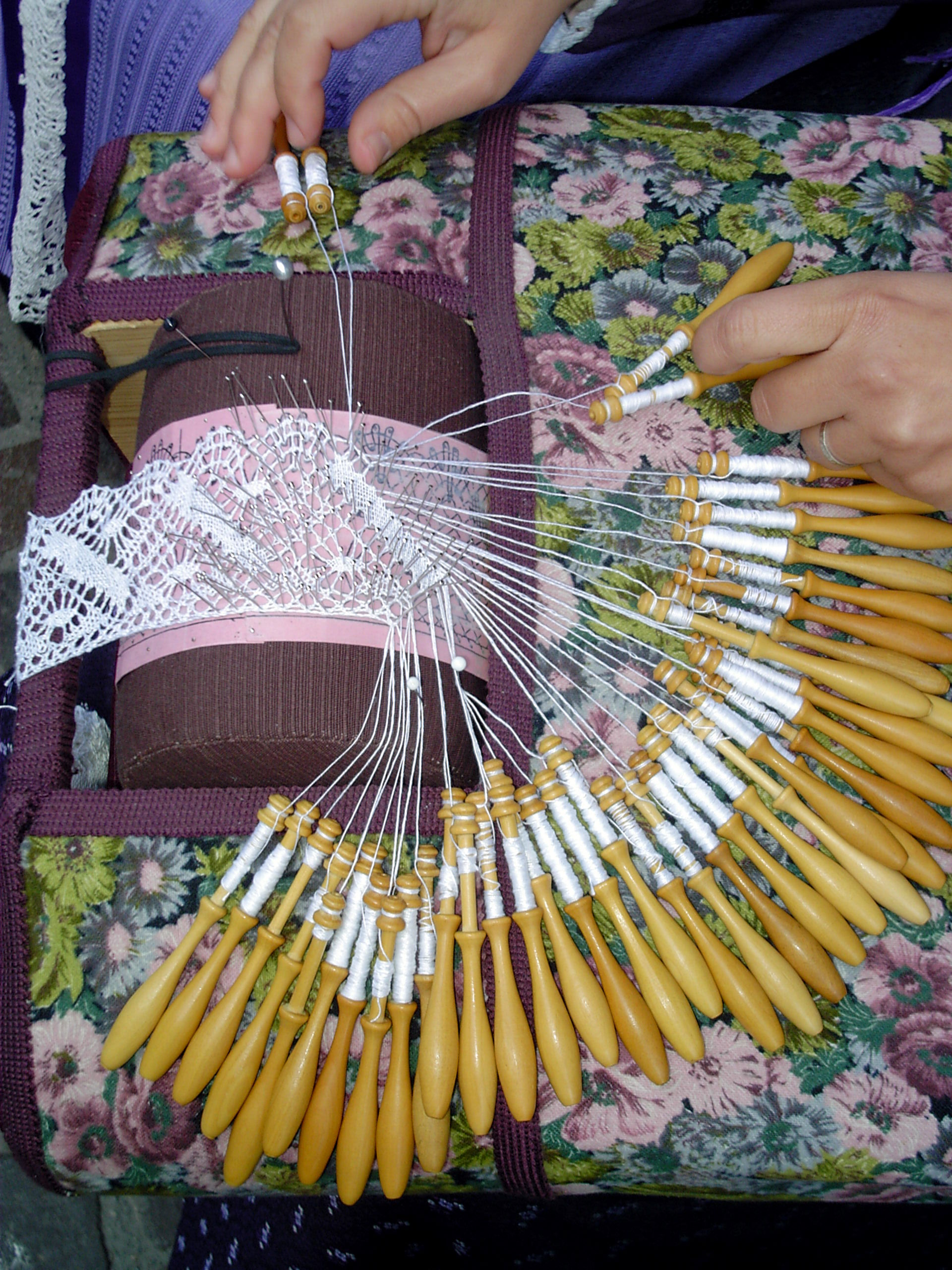
レース作りはボビンを使う

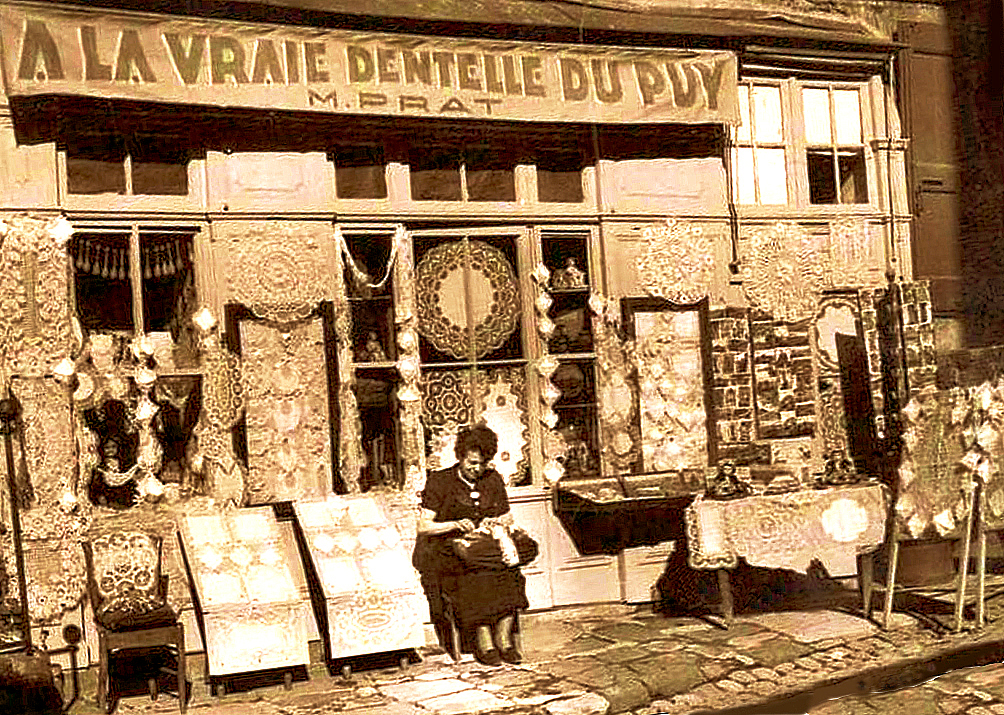
自分の店の前で作業するレース職人。1930年代撮影

- ル・ピュイのレース - レース製造はフランス無形文化遺産（fr）となっている。15世紀にその歴史は始まり、仲買人や行商人をひきつけ、レース産業は発展していった。
- ル・ピュイの緑レンズマメ - 2008年よりAOC認証
- ヴェルヴェーヌ・デュ・ヴレ - 1859年より製造されているリキュールの商標。レモンバーベナを用いる。
- 町の中心の崖の上に高さ16mの聖母子像が1860年建てられ、現在もある。

## 出身者
- フレデリック・ガルニエ - カトリック宣教師
- グレゴリー・クーペ - サッカー選手
- シドニー・ゴブ - サッカー選手
- ジェレミー・ペルベ - サッカー選手
- マリオン・バルトリ - テニス選手
- ロジェー・ワーグナー - 合唱指揮者

## 姉妹都市
- メシェデ、ドイツ
- トンブリッジ、イギリス
- トゥルトーザ、スペイン
- ブルゲーリオ、イタリア
- マングアルデ、ポルトガル